# Оцберг
Оцберг (њем. Otzberg) општина је у њемачкој савезној држави Хесен. Једно је од 23 општинска средишта округа Дармштат-Дибург. Према процјени из 2010. у општини је живјело 6.373 становника. Посједује регионалну шифру (AGS) 6432017.

## Географски и демографски подаци
Оцберг се налази у савезној држави Хесен у округу Дармштат-Дибург. Општина се налази на надморској висини од 170–367 метара. Површина општине износи 42,0 km². У самом мјесту је, према процјени из 2010. године, живјело 6.373 становника. Просјечна густина становништва износи 152 становника/km².

## Међународна сарадња
| Мјесто | Држава    | Врста сарадње | Од    |
| ------ | --------- | ------------- | ----- |
|        | Француска | партнерство   | 1983. |
| Извор  |           |               |       |